# Wien Lobau
Wien Lobau – przystanek kolejowy w Wiedniu, w Austrii. Posiada 2 perony. Zatrzymują się tu pociągi S-Bahn.